# Tin Maung Maung
Tin Maung Maung (မောင်မောင်တင်; 21 maggio 1949) è un ex calciatore birmano, di ruolo difensore.

## Carriera

### Club
Ha giocato al Posts and Telecoms.

### Nazionale
Nel 1968 partecipa alla Coppa d'Asia.
Nel 1972 viene convocato dalla nazionale olimpica.